# Курт Леффельгольц фон Кольберг
Барон Ганс Фрідріх Курт Вільгельм Конрад Леффельгольц фон Кольберг (нім. Hans Friedrich Curt Wilhelm Konrad Freiherr Loeffelholz von Colberg; 27 вересня 1874, Ансбах — 1 квітня 1945, Марквартштайн) — німецький офіцер і політик, обергенераларбайтсфюрер (аналог генерал-лейтенанта) Імперської служби праці.

## Біографія
Представник давнього знатного роду, відомого з XV століття. Після закінчення початкової школи, гуманістичних гімназій в Ансбаху та Швебіш-Галлі, а також гімназії Луїтпольда в Мюнхені вступив в 1894 році вступив в піхотний лейб-полк Баварської армії в Мюнхені. В 1897 році переведений в 20-й піхотний полк «Принц Франц», де прослужив 2 роки, поки в 1899 році не був переведений в 1-й кургессенський піхотний полк № 81 Прусської армії у Франкфурті-на-Майні. У 1901/06 роках служив батальйонним та полковим ад'ютантом. Після закінчення Мюнхенської військової школи в 1906 році направлений у Прусську військову академію в Берліні, де навчався до 1909 року. В 1910/13 роках служив у Генеральному штабі.
У 1913 році призначений командиром роти фузілерного полку «Королева» (Шлезвіг-Гольштейнського) № 86 у Фленсбурзі. На цій посаді зустрів початок Першої світової війни. Пізніше призначений черговим офіцером при начальникові округу в Дінані, офіцером допоміжного Генерального штабу в Берліні, а потім командиром батальйону у 84-й, 76-й та 31-й резервних піхотних бригадах. На цій посаді він був тяжко поранений у жовтні 1917 року біля Арраса. Після одужання став ад'ютантом генерального командування 8-го резервного корпусу. 18 грудня 1918 року звільнений з армії.
У 1919 році приєднався до Народного руху. В 1920/23 роках обіймав посаду начальника штабу Великої організації оберста Гоффманна в Пассау. Під час Пивного путчу він заявив, що перебуває в Нижній Баварії, готовий приєднатися до путчу, щойно він пошириться так, як очікувалося. У 1924/27 роках Кольберг був членом Ради ордена Німецького Почесного легіону.
У 1924 році приєднався до Націонал-соціалістичного визвольного руху в Баварії. Після відтворення НСДАП 1 жовтня 1930 року вступив у неї (квиток № 310 209). У наступні роки він активно виступав від імені партії на громадських зборах. Крім того, писав статті для націонал-соціалістичних газет, таких як Völkischer Beobachter, Heimatland та Arminius.
У 1929/30 роках Кольберг, який в 1927/33 роках вивчав медицину в Мюнхенському університеті, був першим головою Імперської асоціації академічних учасників війни. Він також входив до правління Великої німецької студентської спілки (Об'єднання Лангемарка).
1 квітня 1933 року Кольберг був призначений керівником Імперської служби праці. 1 листопада 1933 року призначений начальником Управління кадрів ІСП в Імперському міністерстві праці. 1 квітня 1937 року його остаточно призначено інспектором з усіх кадрових питань Імперської служби праці. 30 листопада 1939 року залишив ІСП через вік.
19 листопада 1938 року Кольберг став депутатом рейхстагу, замінивши покійного Франца Штера, де залишався до своєї смерті в 1945 році як представник виборчого округу № 11 (Мерзебург). Крім того, в середині січня 1940 року став членом канцелярії фюрера, а з початку квітня 1940 року — членом Народної судової палати.

## Військові звання
- Офіцер-аспірант (1894)
- Фенріх портупеї (1895)
- Лейтенант (27 лютого 1896)
- Оберлейтенант (20 березня 1906)
- Гауптман (1 жовтня 1913)
- Майор (18 грудня 1918)

## Нагороди
- Орден Корони Італії, лицарський хрест (до 1906)
- Орден Святого Йоанна (Бранденбург), почесний лицар (1912) — восени 1938 року покинув орден.
- Залізний хрест 2-го і 1-го класу
- Ганзейський хрест (Гамбург, Бремен і Любек)
- Князівський орден дому Гогенцоллернів, почесний хрест 3-го класу з мечами
- Хрест «За військові заслуги» (Мекленбург-Шверін) 2-го і 1-го класу
- Військовий хрест Фрідріха-Августа (Ольденбург) 2-го і 1-го класу
- Нагрудний знак «За поранення» в сріблі
- Почесний хрест ветерана війни з мечами